# Тай-цзун (династия Сун)
Тай-цзун (кит. 太宗, личное имя — Чжао Куанъи (кит. 趙匡義) 20 ноября 939 — 8 мая 997) — 2-й китайский император династии Сун в 976—997 годах, посмертное имя — Гуан Сяо-хуанди (кит. 廣孝皇帝).

## Биография

### Борьба за власть
Происходил из аристократического рода Чжао. О молодых годах Тай-цзуна сохранилось мало сведений. После того, как его брат Чжао Куаньинь основал династию Сун (стал императором Тайцзу), Чжао Куанъи получил титул князя Кайфэн. В 961 году под влиянием своей матери Ду император объявил брата наследником трона. Вместе с тем приход Чжао Куанъи к власти не был беспрепятственным. На момент смерти Тайцзу его старшему сыну Чжао Дечжао было 25 лет и он мог претендовать на трон. Наконец, Куанъи смог стать императором в 976 году под именем Тай-цзун. В дальнейшем имели место существенные подозрения в убийстве Тайцзу своим братом и подделки завещания последнего, согласно которому власть передавалась Куанъи.

### Правление
В 977 году новый император вернул из ссылки своего родственника Чжао Пу, сделав того канцлером. В 979 году император отправился в поход против царства Северная Хань. Для облегчения достижения победы император Тай-цзун приказал разрушить плотины на реке Фен, которая затопила всю окружавшую местность. Оказавшись в затруднении, правитель Северной Хань сдался войскам Сун — таким образом объединение Китая было частично завершено (оставалась независимой область Наньчжао на юге).
В том же году император двинулся против государства киданей Ляо. Сначала он захватил области Чжо и И, а потом осадил Янцзинь (современный Пекин). Однако, потерпев здесь неудачу, Тай-цзун отступил от крепости. Через несколько дней состоялась решающая битва с армией киданей у реки Гаолян. В её разгар Тай-цзун был ранен, в результате армия Сун была полностью уничтожена. В это время в Кайфэне появились слухи о смерти императора. Некоторые аристократы стали предлагать Чжа Дечжао, сыну императора Тайцзу, захватить власть. Вернувшись из похода, император Тай-цзун приказал Чжао Дечжао совершить самоубийство. В 981 году был отравлен другой сын Тайцзу — Чжао Дефань.
Во внешней политике император Тай-цзун перешел от политики захватов к обороне от киданей. Наиболее угрозу стало составлять государство Ляо. После 979 года император большое внимание стал уделять укреплению своего положение внутри страны. Были проведены значительные меры по централизации власти. Вместе с тем Тай-цзун сосредоточил внимание на юге Китая. В 980—981 годах войска Сун попытались покорить Вьетнам, однако потерпели полное поражение.
В 986 году Тай-цзун под влиянием советников решил ещё раз захватить государство Ляо. Он рассчитывал, что после смерти её могущественного правителя Цзин-цзуна, страна окажется ослабленной. Тем более Ляо возглавил малолетний Шэнь-цзун. Три армии Сун двинулись на север, с целью соединиться у Янцзиня. Впрочем, вследствие несогласованности действий военных, кидани поочередно разбили Восточную и Западную армии Сун. После этой неудачи Тай-цзун приказал отступать к границам империи, а остаткам армии перейти к обороне. В 988 году Сун только защищала границы империи от атак войск Ляо.
Дальнейшие действия Тай-цзуна сосредоточились на уменьшении влияния знати, установления паритета присутствия чиновников как северных, так и южных префектур. Одновременно император был инициатором ряда строительных работ, создания защитных крепостей на северной границе. Это требовало немалых средств, повышались налоги, положение простолюдинов, особенно крестьян, ухудшалось. В 993 году вспыхнуло крупное восстание в современной провинции Сычуань. Только в 996 году удалось его подавить. Умер Тай-цзун в Кайфэне 8 мая 997 года от язвы желудка.

### Культура
Император был покровителем литературы, поэзии, каллиграфии. Способствовал развитию искусств. Уделял внимание к привлечению к своей свите и двору поэтов, музыкантов, художников, писателей, ученых. Много сделал для культурного возрождения страны. В 978 году по его инициативе была создана Императорская библиотека, насчитывавшая 80 тысяч книг.
В 987 году Тай-цзун направил четыре морские миссии для стимулирования купцов стран юга к приезду в Китай с торговыми целями.